# Cissampelos nigrescens
Cissampelos nigrescens är en tvåhjärtbladig växtart som beskrevs av Friedrich Ludwig Diels. Cissampelos nigrescens ingår i släktet Cissampelos och familjen Menispermaceae. Inga underarter finns listade i Catalogue of Life.